# Conférence Aitken
Pour les articles homonymes, voir Aitken.
La conférence Aitken (Aitken Lectureship) est une distinction mathématique créé en 2009 conjointement par la London Mathematical Society et la Société mathématique de Nouvelle-Zélande en l'honneur du mathématicien néo-zélandais Alexander Aitken (1895–1967).
La conférence est attribuée tous les deux ans à un mathématicien néo-zélandais invité à donner des conférences durant quelques semaines dans des universités britanniques. Elle est le pendant de la conférence Forder créée par ces deux sociétés en 1985.

## Lauréats
- 2011 : Geoff Whittle
- 2013 : Robert McLachlan (en)
- 2015 : Steven Galbraith
- 2017 : Hinke Osinga
- 2019 : Bakhadyr Khoussainov (en)
- 2022 (report de 2021) : Lisa Clark